# جون بيليرز
جون أنتوني بيليرز (17 يناير 1938 - 8 مارس 1991)، هو كاتب مؤلف أمريكي اشتهر بروايته الخيالية «The Face in the Frost والعديد من روايات أدب الغموض القوطية للشباب والتي تضم شخصيات لويس بارنافيلت وروز ريتا بوتينجر وأنتوني الإثنين. وجوني ديكسون.

## وفاته
توفي بيلير بسبب أمراض القلب والأوعية الدموية في منزله في هافيرهيل، ماساتشوستس، في عام 1991. كان عمره 53 سنة.

## الجوائز
| #  | عنوان كتاب                | جائزة                                                              | عام       |
| -- | ------------------------- | ------------------------------------------------------------------ | --------- |
| 01 | المنزل ذو ساعة الحائط     | جائزة جمعية المكتبات الأمريكية لكتب الأطفال ذات الاهتمام الدولي    | 1973      |
| 02 | المنزل ذو ساعة الحائط     | جائزة نيويورك تايمز للكتب المتميزة لعام 1973                       | 1973      |
| 03 | المنزل ذو ساعة الحائط     | المرشح لجائزة كتاب الأطفال في ساوث كارولينا                        | 1978-1979 |
| 04 | المنزل ذو ساعة الحائط     | المرشح لجائزة قراء ميشيغان الشباب                                  | 1980      |
| 05 | المنزل ذو ساعة الحائط     | مرشح جائزة مود هارت لوفليس (مينيسوتا)                              | 1982      |
| 06 | الرسالة والساحرة والخاتم  | المرشح لجائزة كتاب الأطفال في ساوث كارولينا                        | 1979-1980 |
| 07 | الرسالة والساحرة والخاتم  | جائزة كتاب خيال الأطفال في ولاية يوتا                              | 1981      |
| 08 | كنز ألفيوس وينتربورن      | المرشح لجائزة مود هارت لوفليس (مينيسوتا)                           | 1983      |
| 09 | لعنة التمثال الأزرق       | المرشح لجائزة الكتاب الخيالي للأطفال في ولاية يوتا                 | 1985      |
| 10 | لعنة التمثال الأزرق       | المرشح لجائزة كتاب الرسام الهندي (وايومنغ)                         | 1986      |
| 11 | لعنة التمثال الأزرق       | جائزة فيرجينيا يونغ القراء ، قسم المدرسة المتوسطة                  | 1986-1987 |
| 12 | لعنة التمثال الأزرق       | كتب القراءة بصوت عالٍ من الجيد جدًا أن تفوتها (اتحاد مكتبات إنديانا) | 1990-1991 |
| 13 | المومياء والوصية والسرداب | مرشح جائزة آيوا للمراهقين                                          | 1985-1986 |
| 14 | سر الظلام من Weatherend   | المرشح لجائزة الكتاب الخيالي للأطفال في ولاية يوتا                 | 1987      |
| 15 | عيون الروبوت القاتل       | المرشح لجائزة كتاب ريبيكا كودل للقراء الشباب (إلينوي)              | 1991      |
| 16 | المصباح من قبر الساحر     | جائزة Edgar Allan Poe ، أفضل قسم للأحداث ، مرشح                    | 1989      |
| 17 | الشبح من متحف الساحر      | جائزة مؤلف جورجيا للعام ، قسم الشباب                               | 1998      |
| 18 | الشبح من متحف الساحر      | جوائز مكتبة نيويورك العامة "أفضل الكتب للمراهقين"                  |           |